# (4792) Licaón
(4792) Licaón es un asteroide que forma parte de los asteroides troyanos de Júpiter y fue descubierto por Carolyn Jean S. Shoemaker el 10 de septiembre de 1988 desde el observatorio del Monte Palomar, Estados Unidos.

## Designación y nombre
Licaón recibió al principio la designación de 1988 RK1.
Más tarde, en 1991, se nombró por Licaón, un personaje de la mitología griega.

## Características orbitales
Licaón orbita a una distancia media de 5,262 ua del Sol, pudiendo alejarse hasta 5,743 ua y acercarse hasta 4,781 ua. Su inclinación orbital es 9,335 grados y la excentricidad 0,09139. Emplea 4409 días en completar una órbita alrededor del Sol.

## Características físicas
La magnitud absoluta de Licaón es 10,1 y el periodo de rotación de 40,09 horas.